# Thüringen (deelstaat)
De Vrijstaat Thüringen (Duits: Freistaat Thüringen) is een deelstaat in het midden van de bondsrepubliek Duitsland met een oppervlakte van 16.202,33 km² en 2.120.237 inwoners (31 december 2020). De hoofdstad is Erfurt. Voor de Duitse hereniging in 1990 was Thüringen deel van de DDR.
Op 31 december 2018 had 4,98% van de inwoners een niet-Duits staatsburgerschap (105.629 niet-Duitsers) en hadden 535 inwoners het Nederlandse staatsburgerschap.

## Geografie
Thüringen ligt in het midden van Duitsland en grenst aan de deelstaten Hessen, Beieren, Saksen, Saksen-Anhalt en Nedersaksen. In het noorden bevinden zich naast de uitlopers van de Harz geïsoleerde heuvelruggen als het Kyffhäuser-, het Ohmgebergte en de Hainleite. Het hart van de deelstaat wordt ingenomen door het Thüringer Bekken, een glooiende open laagvlakte die wordt doorsneden door de belangrijkste rivieren van de deelstaat: de Saale en haar zijrivier de Unstrut. In het Thüringer bekken liggen belangrijke steden als Gotha, Erfurt en Weimar. Het zuiden van Thüringen wordt gedomineerd door het middelgebergte het Thüringer Woud. Het hoogste punt van Thüringen is de in het Thüringer woud gelegen Großer Beerberg van 982 meter hoogte. In het zuidwesten heeft Thüringen haar aandeel in het vulkanische Rhöngebergte. Door het heuvelachtige westelijke grensgebied met Hessen slingert zich de rivier de Werra, de langste bronrivier van de Wezer.

### Steden
| Steden in Thüringen |               |              |              |              |                        |
| positie             | stad          | inwoners     | inwoners     | inwoners     | Landkreis              |
| positie             | stad          | 31 dec. 1970 | 31 dec. 2000 | 30 juni 2005 | Landkreis              |
| 1.                  | Erfurt        | 192.679      | 200.564      | 202.590      | Kreisfreie Stadt       |
| 2.                  | Gera          | 106.841      | 112.835      | 104.737      | Kreisfreie Stadt       |
| 3.                  | Jena          | 85.169       | 99.893       | 102.201      | Kreisfreie Stadt       |
| 4.                  | Weimar        | 63.985       | 62.425       | 64.361       | Kreisfreie Stadt       |
| 5.                  | Gotha         | 57.256       | 48.376       | 47.045       | Gotha                  |
| 6.                  | Eisenach      | 50.059       | 44.442       | 43.858       | Kreisfreie Stadt       |
| 7.                  | Nordhausen    | 42.018       | 45.633       | 43.781       | Nordhausen             |
| 8.                  | Suhl          | 28.177       | 48.025       | 43.202       | Kreisfreie Stadt       |
| 9.                  | Altenburg     | 47.497       | 41.290       | 38.203       | Altenburger Land       |
| 10.                 | Mühlhausen    | 46.135       | 38.695       | 37.480       | Unstrut-Hanich         |
| 11.                 | Saalfeld      | 31.048       | 29.511       | 28.148       | Saalfeld-Rudolstadt    |
| 12.                 | Ilmenau       | 19.634       | 27.176       | 26.713       | Ilm-Kreis              |
| 13.                 | Arnstadt      | 27.368       | 27.220       | 25.828       | Ilm-Kreis              |
| 14.                 | Rudolstadt    | 30.087       | 27.528       | 25.584       | Saalfeld-Rudolstadt    |
| 15.                 | Apolda        | 29.754       | 25.899       | 24.684       | Weimarer Land          |
| 16.                 | Greiz         | 39.424       | 26.177       | 24.007       | Greiz                  |
| 17.                 | Sonneberg     | 29.811       | 24.837       | 23.928       | Sonneberg              |
| 18.                 | Sondershausen | 22.195       | 23.088       | 21.718       | Kyffhäuserkreis        |
| 19.                 | Meiningen     | 24.876       | 22.240       | 21.642       | Schmalkalden-Meiningen |
| 20.                 | Sömmerda      | 15.959       | 21.977       | 20.885       | Sommerda               |

## Infrastructuur
De Süd-Thüringen-Bahn (STB) is een spoorwegmaatschappij die rijdt in het zuiden van Thüringen. Deze spoorwegmaatschappij werd in 1999 opgericht.

## Bevolking
Het grootste deel van de 2,2 miljoen inwoners van Thüringen zijn etnische Duitsers. Grote minderheidsgroepen zoals de Sorben in Brandenburg en Saksen zijn er niet. Met betrekking tot de gesproken taal zijn er drie groepen te onderscheiden. De eerste en grootste groep zijn de Thüringers, hiermee worden mensen bedoeld die het Thürings spreken. Zij wonen noordelijk van de Rennsteig. Tot deze groep behoren ook de bewoners van het zuiden van Saksen-Anhalt (gemeenten Mansfeld-Südharz, Saalekreis, Burgenlandkreis en de stad Halle). Het Thürings spraakgebied wordt begrensd door de rivieren Werra en Leine in het noordoosten, door de Harz in het noorden en de Weiße Elster in het oosten. De tweede taalgroep vormen de sprekers van het Oostopperfrankisch, zij leven zuidelijk van de Rennsteig en zijn cultureel meer op de regio Franken georiënteerd. De derde groep zijn de sprekers van het Nederduits, die met name in het noordelijke deel van de Landkreis Eichsfeld in het noorden van Thüringen leven.
Gebieden met een sterke regionale identiteit zijn Eichsfeld in het noordwesten en het Vogtland in het zuidoosten.
Naast deze drie taalgroepen leven in de deelstaat ongeveer 49.000 (2,2 %) buitenlanders (volgens TLS). Volgens het Statistische Bundesamt (Ausländerzentralregister) waren er in 2009 echter maar ongeveer 34.000 personen. Deze mensen komen voornamelijk uit: Vietnam (3085 personen), Rusland (3070), Oekraïne (2105), Turkije (1863), Polen (1792), Volksrepubliek China (1312), Azerbeidzjan (939), Hongarije (939), Italië (872) en Kazachstan (745). Vergeleken met Duitsland als geheel zijn er wel enkele verschillen. Zo zijn er relatief minder mensen uit de „traditionele“ (West-Duitse) immigratielanden zoals Italië, Griekenland, Turkije en Joegoslavië. Er zijn relatief veel mensen uit Oost-Europa en vooral veel Vietnamezen die hier al sinds de tijd van de DDR zijn.

### Bevolkingsdichtheid en vestigingsstructuur
Met betrekking tot de bevolkingsdichtheid ligt Thüringen na Saksen op de tweede plaats van de nieuwe Duitse deelstaten. Desondanks is de bevolkingsdichtheid inmiddels lager dan de gezamenlijke, zogenaamde „oude” landen, ondanks het feit dat Thüringen voor de Tweede Wereldoorlog nog tot de dichtstbevolkte gebieden van Duitsland hoorde. Aan de zogenaamde "Thüringer Städtekette", die zich dwars door het midden van het land uitstrekt, is de bevolkingsdichtheid het grootst, omdat zeven van de tien grote steden van Thüringen op deze lijn liggen. Hoger is de bevolkingsdichtheid ook aan de noordelijke en zuidelijke rand van het Thüringer Wald en het Schiefergebirge, langs de weg van Halle naar Kassel in het noorden en in de dalen van de rivieren Saale, Werra en de Unstrut. Dunner bevolkt is het gebied tussen de Werra en de zuidelijke landgrens, het gebied rond de Saalekaskade in het zuidoosten, het Holzland tussen de rivieren Roda en Orla evenals het noorden van het Thüringer Becken. Qua bevolkingsdichtheid zijn de opvallende gebieden ten westen van de Saale in het vlakke land grote dorpen met talrijke  boerderijen met grote oppervlakten zoals Herbsleben, terwijl in de gebieden ten oosten van de Saale, die niet tot het Duitse zogenaamde "Altsiedelland" behoren, de plaatsen merendeels uit maar weinig boerderijen bestaan, zoals Gieba. Daardoor zijn daar ook veel meer dorpen. Zo heeft bij een gelijke bevolkingsdichtheid in de gemeente Gotha in het westen een plaats vaak ongeveer tien km² oppervlakte, terwijl in het Altenburger Land, in het oosten dat maar twee km² is. In de bosgebieden is het ook weer anders, daar heeft men zowel tot kleine steden uitgegroeide „Industriedorpen“ zoals Zella-Mehlis of Lauscha naast dorpen die uit slechts enkel huizen bestaan zoals Allzunah. Alles bij elkaar zijn er, afhankelijk van wat je een plaats noemt, tussen de 2500 en 3000 plaatsen in de vrijstaat. Hiervan hebben er tegenwoordig 126 stadsrechten. Daarbij komen ongeveer 20 voormalige steden die opgegaan zijn in grotere gemeenten en hun stadsrechten weer verloren hebben.
Het "Landesentwicklungsplan 2025" heeft doelstellingen met betrekking tot de regionale ontwikkelingen voor de periode van 2011 tot 2025. De belangrijkste uitdaging van de ruimtelijke ordening is om ervoor te zorgen dat er overal ongeveer gelijke voorzieningen zijn. Met name de landelijke gebieden met hun afnemende bevolking geven wat dat betreft een flinke uitdaging. In het land zijn er drie grotere centra (Erfurt, Jena en Gera), die alle in het midden van het land liggen, wat van belang is voor de randregios. Andere grotere centra met een uitstraling richting Thüringen zijn Coburg (voor grote gedeelten van het zuiden) in het zuiden en Göttingen (voor Eichsfeld) in het noordwesten, evenals Kassel en Fulda (voor de Rhön) in het westen, Zwickau, Plauen en Hof voor het Vogtland in het zuidoosten, evenals Halle (voor Artern) en Leipzig (voor het noordelijk gedeelte van het Altenburger Land) in het noordoosten. Regionale centra zijn Nordhausen voor de zuidelijke Harzregio en het noorden van Thüringen, met een groeiende Hochschule en een licht stijgend bevolkingsaantal. Ook Eisenach krijgt met zijn krachtige economie voor het westen van Thüringen en delen van noordoost Hessen een centrale functie. Mühlhausen en Saalfeld/Rudolstadt hebben minder dynamiek maar kunnen tot de regionale centra in het noordwesten en zuidoosten van het land gerekend worden. De betekenis van Suhl als centrum in het zuidwesten is teruggelopen, mede veroorzaakt door de opening van de Autobahnen 71 en 73, waardoor de verbinding met Erfurt en Coburg sterk verbeterde. Ook Weimar en Gotha zijn belangrijks steden in het midden van het land, overigens in de schaduw van Erfurt en Jena. De overige middelgrote en kleinere steden hebben hun uitstraling op hun lokale omgeving.

### Ontwikkeling van de bevolkingsaantallen
Tot na de Tweede Wereldoorlog steeg het inwonersaantal van Thüringen – ondanks de verliezen door de oorlog. Dit kwam door de instroom van zogenaamde Heimatvertriebene, vluchtelingen uit de voormalige gebieden van het Duitse Rijk in het oosten. Toen werd het historisch hoogtepunt bereikt van ongeveer drie miljoen inwoners. Door de continue vlucht van de bevolking naar de Bondsrepubliek nam de bevolking echter weer af. Na de bouw van de Berlijnse Muur en de daarmee verbonden sluiting van de grens in 1961 bleef de bevolking relatief constant. Na de val van de muur kromp de bevolking weer verder van 2,7 miljoen mensen in 1989 tot het huidige aantal van 2,2 miljoen mensen. Het aantal geboortes zonk van 35.000 in het jaar 1988 tot zo rond de 17.000 per jaar tussen 1997 en 2013. In dezelfde periode daalde het aantal sterfgevallen van 34.000 tot 26.000 per jaar. Dit is ook relatief constant sinds 1998. Hierdoor zijn er elk jaar 9.000 minder geboortes dan sterfgevallen. In 1988 trokken 25.000 mensen naar Thüringen en tegelijkertijd verlieten ook 25.000 mensen de deelstaat, waardoor de in- en uitstroom in evenwicht was. Na die tijd waren er grote schommelingen in de migratie. In de jaren 1989 tot 1991, vlak na de val van de muur vertrokken per saldo 130.000 personen per jaar uit de deelstaat, terwijl de in- en uitstroom tussen 1992 en 1997 in evenwicht was. Hierna trad een nieuwe fase van vertrek aan, omdat de economische situatie niet verbeterde. Het hoogtepunt van deze tweede vertrekgolf werd in de jaren 2006, 2007 bereikt toen er per saldo jaarlijks soms meer dan 13.000 mensen vertrokken. Met de verbetering van de economische situatie is het jaarlijks vertreksaldo teruggelopen tot minder dan 6.000 mensen in het jaar 2010. Een andere oorzaak van het verminderde vertreksaldo is dat de leeftijdsgroep van de jonge volwassenen behoorlijk gekrompen is door de lage geboorteaantallen na 1990. De jongeren hebben inmiddels ook in Thüringen een ruime keus aan opleidingsplaatsen, terwijl er tot voor enkele jaren nog een duidelijk tekort aan opleidingsplaatsen was, hetgeen destijds mede oorzaak was van het vertrek van jongeren. Zo bedroeg het vertreksaldo van 15- tot 25-jarigen in 2006 nog 5.861 personen, terwijl dat er in 2010 nog maar 1.400 waren (een vermindering van ongeveer 75 % binnen 4 jaar). Alles bij elkaar loopt de bevolking wel terug, maar minder sterk dan in de eerste jaren na de val van de muur. Er lijkt een stabilisering op te treden in het migratiesaldo, terwijl de natuurlijke bevolkingsontwikkeling nog steeds negatief is, net als overigens in de rest van Duitsland. Het migratiesaldo blijft slecht voorspelbaar. Zo ging de regering in haar prognose van 2009 uit van een vertreksaldo van 11.800 personen voor 2010, terwijl het daadwerkelijk uitkwam op 5.741. Dit is al in het tweede prognosejaar een verschil van 50 % en dit onderstreept de onzekerheid bij het voorspellen van de in- en uitstroom.
Binnen de deelstaat zijn er nog grote verschillen in de ontwikkeling van de bevolkingsaantallen. Zo zijn in de grote steden Jena en Weimar sinds enige tijd de aantallen geboortes en sterftes in evenwicht, waardoor de bevolking nu gemiddeld maar langzaam ouder wordt. Daar tegenover staat de ontwikkeling van de landelijke gebieden, waar de bevolking krimpt zowel door een negatieve natuurlijke bevolkingsgroei als door een vertreksaldo. Hierdoor stijgt daar de gemiddelde leeftijd snel. Door verhuizingen kunnen met name de grote steden profiteren, terwijl de landelijke gebieden ontvolken. Het vertreksaldo lag in 2010 in Erfurt op +1201, in Jena op +541, in Nordhausen op +312 en in Weimar op +291. Ook in Gera was het met –162 personen veel kleiner dan tot voor kort. Suhl (–474) en Altenburg (–230) waren de enige grote steden die nog te maken hadden met een teruglopende bevolking. Met betrekking tot de gemeenten hadden alleen Ilm-Kreis (+82) en de Landkreis Nordhausen (+39) per saldo een toestroom van mensen, terwijl de verliezen in Landkreis Eichsfeld (–754) en in Landkreis Saalfeld-Rudolstadt (–737) het grootste waren.
| Jaar  | Inwoners  |
| ----- | --------- |
| 18341 | 1.172.375 |
| 18641 | 1.435.115 |
| 18901 | 1.737.544 |
| 19101 | 2.160.692 |
| 1950  | 2.932.242 |
| 1955  | 2.819.600 |
| 1960  | 2.737.865 |
| 1965  | 2.747.767 |
| 1970  | 2.759.084 |
| 1975  | 2.737.235 |

| Jaar | Inwoners  |
| ---- | --------- |
| 1980 | 2.730.368 |
| 1985 | 2.721.539 |
| 1986 | 2.718.598 |
| 1987 | 2.720.677 |
| 1988 | 2.723.268 |
| 1989 | 2.683.877 |
| 1990 | 2.611.319 |
| 1991 | 2.572.069 |
| 1992 | 2.532.799 |
| 1993 | 2.532.799 |

| Jaar | Inwoners  |
| ---- | --------- |
| 1994 | 2.517.776 |
| 1995 | 2.503.785 |
| 1996 | 2.491.119 |
| 1997 | 2.478.148 |
| 1998 | 2.462.836 |
| 1999 | 2.449.082 |
| 2000 | 2.431.255 |
| 2001 | 2.411.387 |
| 2002 | 2.392.040 |
| 2003 | 2.373.157 |

| Jaar | Inwoners  |
| ---- | --------- |
| 2004 | 2.355.280 |
| 2005 | 2.334.575 |
| 2006 | 2.311.140 |
| 2007 | 2.289.219 |
| 2008 | 2.267.763 |
| 2009 | 2.249.882 |
| 2010 | 2.235.025 |
| 2011 | 2.221.222 |
| 2012 | 2.170.460 |
| 2013 | 2.160.840 |

| Jaar | Inwoners  |
| ---- | --------- |
| 2014 | 2.156.759 |
| 2015 | 2.170.714 |
| 2016 | 2.158.128 |
| 2017 | 2.151.205 |
| 2018 | 2.143.145 |

Waarden vanaf 1950: 1994 (geen verandering); Data meestal op 31 december van het jaar; Bron: TLS
1 Gebieden: alle gebieden van de Thüringse staten en het voormalige Pruisische district Erfurt evenals Schmalkalden. Daardoor zijn er enkele kleine verschillen met betrekking tot de huidige stand in het gebied. Meegeteld is het hertogdom Coburg, dat tegenwoordig bij Beieren hoort; niet meegeteld zijn enige gebieden in het huidige noordoosten van Thüringen, namelijk Ilfeld (Hannover), Kölleda (Reg.-Bez. Merseburg) en Sangerhausen (Region um Artern; Reg.-Bez. Merseburg)

## Geschiedenis

### Ontstaan
De Vrijstaat Thüringen ontstond op 1 mei 1920 door samenvoeging van de Thüringse staten, de in 1918 tot vrijstaten dan wel volksstaten verklaarde monarchieën Saksen-Weimar-Eisenach, Saksen-Altenburg,  Saksen-Meiningen,Reuss, Vrijstaat Schwarzburg-Rudolstadt en Schwarzburg-Sondershausen. Oorspronkelijk zouden ook Saksen-Coburg en Saksen-Gotha zich bij de Vrijstaat Thüringen aansluiten, maar ze kozen ervoor om zich bij de Vrijstaat Beieren aan te sluiten.
|  | Monarchieën                        | Vrijstaat Thüringen | Thüringse staten |
|  | ---------------------------------- | ------------------- | ---------------- |
|  | Saksen-Weimar-Eisenach             | Ja                  | Ja               |
|  | Saksen-Altenburg                   | Ja                  | Ja               |
|  | Saksen-Meiningen                   | Ja                  | Ja               |
|  | Reuss                              | Ja                  | Ja               |
|  | Vrijstaat Schwarzburg-Rudolstadt   | Ja                  | Ja               |
|  | Schwarzburg-Sondershausen          | Ja                  | Ja               |
|  | Saksen-Coburg                      |                     | Ja               |
|  | Saksen-Gotha                       |                     | Ja               |
|  | Provincie Saksen (Pruissen)        |                     |                  |
|  | Provincie Hessen-Nassau (Pruissen) |                     |                  |

De Nieuwe Rotterdamsche Courant berichtte over het ontstaan van de vrijstaat als volgt:
Vandaag is de geboortedag van den nieuwen staat Thuringen, die samengesteld is uit de vroegere duodecimomonarchieën: Saksen-Altenburg, Saksen-Koburg en Gotha, Saksen-Meiningen, Saksen-Weimar, Reuss (de oude en jonge linie waren door het uitsterven van een ervan al samengesmolten), Schwarzburg-Rudolstadt en Schwarzburg-Sondershausen. Daarmee is een hoogst zonderlinge lappendeken uit den ouden tijd, laten wij hopen voorgoed, opgeborgen. Wie door Thüringen reisde, wist nooit waar hij was, want elk landje had tal van exclaven die als groote rozijnen in het gebied van den ander verstrooid lagen. Saksen-Altenburg werd door Reuss in twee stukken gespleten, Saksen-Meiningen bestond uit een hoofdmassa van gemiddeld 15 kilometer breed en 14 exclaven, waarbij er waren die men op een atlaskaart van Duitschland bijna niet met het bloote ooog (sic) kon ontdekken, enz.

### Nazitijdperk
Zie ook: Kabinet-Baum-Frick
De nazi's kwamen in Thüringen in 1930 voor het eerst in een Duitse landsregering, op het moment dat ze op landelijk niveau nog een ondergeschikte rol speelden. Ze trachtten antisemitische wetten door te voeren en de politiek te nazificeren, wat leidde tot een ingrijpen van bovenaf wegens schending van de grondwet. Uiteindelijk lieten de coalitiepartners de nazi's vallen en er kwamen nieuwe verkiezingen. De nazi's verloren deze: ze hadden het voorlopig bij de kiezers verbruid. Dit "Thüringer experiment" vormde een van de achterliggende redenen om later een kabinet-Hitler te accepteren: men hoopte dat hij op landelijk niveau gezichtsverlies zou lijden.
In 1944 werd het Regierungsbezirk Erfurt, dat tot dan toe tot de provincie Saksen behoorde, verbonden met Thüringen. Verder werd van de provincie Hessen-Nassau de Kreis Schmalkalden bij Thüringen gevoegd. Deze gebieden bleven tijdens de Russische bezetting en daarna met Thüringen verenigd.
In de Nazitijd lagen in Thüringen de beruchte concentratiekampen Mittelbau-Dora bij Nordhausen en Buchenwald bij Weimar.

### Na de Tweede Wereldoorlog
- 1945–1952: Thüringen vormt een deelstaat binnen de Sovjet-bezettingszone en de DDR. De hoofdstad wordt in 1948 verplaatst van Weimar naar Erfurt.
- 1952–1990: Thüringen is als deelstaat opgeheven en is verdeeld over de Bezirke Erfurt, Gera en Suhl.
- 1990: Herstel van de deelstaat Thüringen met Josef Duchač als eerste minister-president.
- 1992: Thüringen tooit zich met de titel Freistaat (vrijstaat) in navolging van Beieren en Saksen. De titel Freistaat heeft in de Bondsrepubliek Duitsland slechts symbolische waarde.

## Bestuurlijke indeling
Thüringen is onderverdeeld in zeventien Landkreisen en zes kreisfreie steden. Totaal telt de deelstaat 968 steden en gemeenten.

### Landkreise
1. Altenburger Land
2. Eichsfeld
3. Gotha
4. Greiz
5. Hildburghausen
6. Ilm-Kreis
7. Kyffhäuserkreis
8. Nordhausen
9. Saale-Holzland-Kreis
10. Saale-Orla-Kreis
11. Saalfeld-Rudolstadt
12. Schmalkalden-Meiningen
13. Sömmerda
14. Sonneberg
15. Unstrut-Hainich-Kreis
16. Wartburgkreis
17. Weimarer Land

### Kreisfreie Städte
1. Eisenach
2. Erfurt
3. Gera
4. Jena
5. Suhl
6. Weimar

## Politiek

### Parlement en regering
De wetgevende macht van Thüringen ligt in handen van de Landdag, die sinds 1990 gehuisvest is in een gebouwencomplex in Erfurt. Het parlement telt 88 zetels. Verkiezingen voor de Landdag vinden om de vijf jaar plaats.
De christendemocratische CDU was tot 2019 steevast de grootste partij in de Landdag van Thüringen. Na de verkiezingen van 2014 kwam de CDU voor het eerst in de oppositie terecht, toen Die Linke, SPD en Bündnis 90/Die Grünen een linkse regeringscoalitie vormden onder leiding van Bodo Ramelow.
Bij de Landdagverkiezingen van 2019 veroverden Die Linke, al jaren een belangrijke partij in Thüringen, voor het eerst de meeste zetels. FDP-politicus Thomas Kemmerich werd verrassend gekozen tot minister-president, maar het feit dat zijn verkiezing mede ondersteund was door de rechts-radicale AfD veroorzaakte een politieke crisis. Hij legde zijn functie al na één dag neer. Na een maand zonder werkelijk bestuur stemde de Thüringer Landdag in maart 2020 voor een terugkeer van Ramelow. Deze vormde daarop een minderheidskabinet, wederom met SPD en Bündnis 90/Die Grünen.
De meest recente Landdagverkiezingen (in september 2024) veroorzaakten in Thüringen een politieke aardsverschuiving: de drie linkse regeringspartijen verloren fors en werden voorbijgestreefd door de AfD, de CDU en de van Die Linke afgesplitste BSW. Met zo'n 33% van de stemmen werd de AfD van Björn Höcke veruit de grootste, maar wegens de extremistische standpunten van deze partij werd een samenwerking met AfD door alle andere partijen uitgesloten. Aangezien Bündnis 90/Die Grünen en de FDP de kiesdrempel niet haalden en de CDU geen coalitie wilde vormen met Die Linke of BSW, dreigden de onderhandelingen voor een nieuwe regering in een impasse te belanden. Uiteindelijk werd alsnog een zogeheten Braamcoalitie gesmeed: een kabinet van CDU, SPD en BSW. Deze regering beschikt over exact de helft (44) van de 88 parlementszetels en is daarom bij de besluitvorming afhankelijk van (gedoog)steun van ten minste één oppositielid, met name van Die Linke. Op 12 december 2024 werd Mario Voigt (CDU) verkozen tot minister-president.